# (2045) Пекин
(2045) Пекин (кит. 北京市) — типичный астероид из группы главного пояса, который был открыт 8 октября 1964 года в обсерватории Цзыцзиньшань и назван в честь столицы Китая и одного из крупнейших мегаполисов мира города Пекин. 

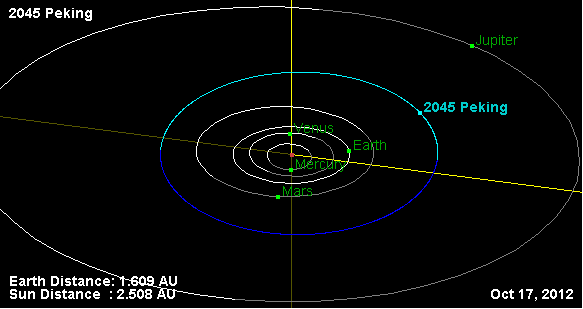
Орбита астероида Пекин и его положение в Солнечной системе